# Аустрија на Европском првенству у атлетици у дворани 1971.
Аустрија је учествовала на 2. Европском првенству у дворани 1971 одржаном у Софији, (Бугарска), 13. и 14. марта. Репрезентацију Аустрије у њеном другом учешћу на европским првенствима у дворани представљало је 5 спортиста (2 мушкарца и 3 жене) који су се такмичили у четири  дисциплине (1 мушка и 3 женске).
Најуспешнија такмичарка била је Марија Сикора са освојеним бронзаном медаљом, која је тру пута обарала национални рекорд на 400 метара.
Са једном освојеном бронзаном медаљом Аустрија је у укупном пласману заузела је последње 13. место. 
 које су на овом првенству освојиле медаље, односно 23 земље учеснице.
У табели успешности према броју и пласману такмичара који су учествовали у финалним такмичењима (првих 8 такмичара) Аустрија је са 5 учесника у финалу заузела 6 место са 34 бода, од 21 земље које су у финалу имале представнике. Једино Данска и Турска није имала ниједног представника.
| Плас. | Земља    | 1. место | 2. место | 3. место | 4. место | 5. место | 6. место | 7. место | 8. место | Бр. финал. - Бод. |
| ----- | -------- | -------- | -------- | -------- | -------- | -------- | -------- | -------- | -------- | ----------------- |
| 16.   | Аустрија | −        | −        | 1 − 6    | −        | −        | −        | −        | −        | 1 − 6             |

## Учесници
| Бр. | Дисциплина   | Мушкарци                   | Жене                        | Укупно |
| --- | ------------ | -------------------------- | --------------------------- | ------ |
| 1.  | 60 м         | Герт Херунтер Георг Регнер | Криста Кеплингер Кармен Мер | 4      |
| 2.  | 400 м        |                            | Марија Сикора               | 1      |
| 3.  | 60 м препоне |                            | Кармен Мер*                 | (1)    |
|     | Укупно (3)   | 2                          | 3 (4)                       | 5 (6)  |

- Тачка уз име такмичара означава де је учествовао у више дисциплина.

## Освајачи медаља
- Бронза

1. Марија Сикора — 400 м

## Резултати

### Мушкарци
| Атлетичар     | Дисциплина | Лични рекорд | Квалификације | Квалификације | Полуфинале           | Полуфинале           | Финале               | Финале | Детаљи |
| Атлетичар     | Дисциплина | Лични рекорд | Резултат      | Место         | Резултат             | Место                | Резултат             | Место  | Детаљи |
| ------------- | ---------- | ------------ | ------------- | ------------- | -------------------- | -------------------- | -------------------- | ------ | ------ |
| Герт Херунтер | 60 м       | 6,9          | 6,9           | 5 у гр. 2     | Није се квалификовао | Није се квалификовао | Није се квалификовао | 13/ 16 |        |
| Георг Регнер  | 60 м       |              | 7,1 ЛРд       | 6 у гр. 3     | Није се квалификовао | Није се квалификовао | Није се квалификовао | 16/16. |        |

### Жене
| Атлетичарка      | Дисциплина   | Лични рекорд | Квалификације | Квалификације | Полуфинале            | Полуфинале            | Финале                | Финале  | Детаљи |
| Атлетичарка      | Дисциплина   | Лични рекорд | Резултат      | Место         | Резултат              | Место                 | Резултат              | Место   | Детаљи |
| ---------------- | ------------ | ------------ | ------------- | ------------- | --------------------- | --------------------- | --------------------- | ------- | ------ |
| Криста Кеплингер | 60 м         |              | 7,8           | 5. у гр. 3    | Није се квалификовала | Није се квалификовала | Није се квалификовала | 21/ 24  |        |
| Кармен Мер       | 60 м         |              | 7,8           | 6. у гр. 4    | Није се квалификовала | Није се квалификовала | Није се квалификовала | 23/24   |        |
| Марија Сикора    | 400 м        |              | 55,3 КВ, НРд  | 2. у гр. 2    | 55,2 КВ, НРд          | 2. у пф. 2            | 54,4 НРд              |         |        |
| Кармен Мер       | 60 м препоне |              | 8,08          | 5. у гр. 3    | Није се квалификовала | Није се квалификовала | Није се квалификовала | 19./ 22 |        |

## Биланс медаља Аустрије после 2. Европског првенства у дворани 1970—1971.
|     | ЕП     |   |   |   |   | УП  |
| 1.  | 1970.  | 2 | 0 | 1 | 3 | 4   |
| 2.  | 1971.  | 0 | 0 | 1 | 1 | =13 |
| 1-2 | Укупно | 2 | 0 | 2 | 4 | 7   |
| --- | ------ | - | - | - | - | --- |

|    | ЕП            |   |   |   |   |
| 1. | Марија Сикора | 1 | 0 | 2 | 3 |
| -- | ------------- | - | - | - | - |

## Аустријски освајачи медаља после 2. Европског првенства 1970—1971.
|    | Атлетичар/ка                                                   | м | ж | ЕП       | Дисциплина |   |   |   |   |
| -- | -------------------------------------------------------------- | - | - | -------- | ---------- | - | - | - | - |
| 1. | Илона Гузенбауер                                               |   | ж | 1970.    | вис        |   |   |   |   |
| 2. | Марија Сикора                                                  |   | ж | 1970.    | 800 м      |   |   |   |   |
| 3. | Марија Сикора (2) Бригите Ортнер Кристин Кеплингер Хани Бургер |   | ж | 1970.    | 4 х 200 м  |   |   |   | 3 |
|    |                                                                |   |   |          |            |   |   |   |   |
| 4. | Марија Сикора (3)                                              |   | ж | 1971.    | 400 м      |   |   |   | 1 |
|    | Укупно                                                         | 0 | 4 | 1970—71. |            | 2 | 0 | 2 | 4 |